# グリレ (総統ヨット)
グリレ (Grille)は、ドイツの総統ヨットである。艦隊母艦 "C" として発注され1934年6月にハンブルクのブローム・ウント・フォスで起工、1935年に公式のドイツ政府専用ヨットとして建造された。艦名は先代の王室ヨットグリレにちなむ。

## 艦歴
グリレは1934年12月15日にブローム・ウント・フォスで進水、1935年5月に就役した。第二次世界大戦が勃発するまでグリレはナチス政府や海軍元帥らの象徴であった。
1936年5月にはラーボエ（de:Laboe）で行われた観艦式で総統アドルフ・ヒトラーと海軍総司令官エーリヒ・レーダーが、1936年10月にはドイツ国戦争相ヴェルナー・フォン・ブロンベルク元帥がノルウェーへ公式訪問するときに乗艦した。次の官用は1937年10月で、ジョージ6世とエリザベス王妃の戴冠式にドイツ国防軍の派遣団をイングランドへ移送した。また、同年6月にグリレはドイツ海軍艦隊司令官ロルフ・カールスの演習訓練の旗艦を務めた。1939年のKieler Woche の間はエーリヒ・レーダーや他国の海軍士官を迎えた。
しかし第二次世界大戦が1939年9月に勃発するとグリレはドイツ海軍に動員されてフランスの海岸を離れ、機雷敷設艦となった。後にバルト海で哨戒艦艇、練習艦として従事したがバルバロッサ作戦の後は再び機雷敷設艦に戻り、加えて砲術練習任務にあたった。1942年、グリレは改装を受け7月に退役しナルヴィクで停泊旗艦として使用され、そこで終戦まで北極圏のUボート司令部の旗艦となった。
戦後にイギリスが接収、1947年にアメリカの個人所有として売却された。
1951年、グリレはニュージャージー州のスクラップ場でつながれた。解体が始まる前に本艦から調度品などが持ち出された。同地の自動車工場でグリレに備え付けられていた便器が発見され、他の遺物は至る所に散らばった。同年、グリレは解体された。

## 歴代艦長
- ヘルムート・ブリンクマン (de:Helmuth Brinkmann)- 1937年4月1日 - 1938年5月
- ギュンター・フォン・デア・フォルスト (de:Günther von der Forst)- 1938年5月7日 - 1940年6月9日
- フリッツ・ポシュケ (de:Friedrich Poske (Marineoffizier))- 1940年6月10日 - 1940年10月25日
- エドガー・ランツ (Edgar Lanz)- 1940年11月 - 1942年3月
- ヘルマン・ユスト (Hermann Just)- 1942年8月 - 1944年5月
- ヴェルナー・ルドロフ (Werner Ludloff)- 1944年5月 - 1945年5月